# Sonata (skivmärke)

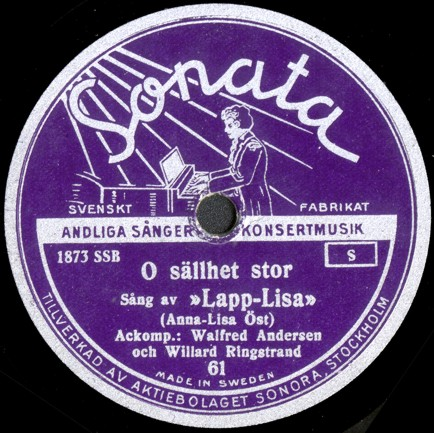

Sonata var ett svenskt skivmärke ägt av skivbolaget AB Sonora. Det lanserades 1935 och var i huvudsak förbehållet bolagets religiösa repertoar. Den mest kända artisten på Sonata var Lapp-Lisa (Anna-Lisa Öst) vars insjungning av Barnatro från 1936 blev både Sonatas och Sonoras största försäljningsframgång någonsin. Som slogan för Sonata användes: "Sonata är njutbar och ger tillfredsställelse" och "Sonata, den svenska skivan med hemmets musik".